# 1823 год в истории железнодорожного транспорта
1823 год в истории железнодорожного транспорта

## События
- 24 мая — создана компания «The Liverpool and Manchester Railway Company» для строительства железной дороги Ливерпуль — Манчестер.
- 23 июня — Роберт Стефенсон, его отец Джордж Стефенсон, Эдвард Пиз и Майкл Лонгбридж создают компанию Robert Stephenson and Company, первую в мире паровозостроительную компанию.